# Elbląg
Elblag (en alemany: Elbing) és una ciutat del nord de Polònia, del Voivodat de Vàrmia i Masúria, amb una població de 130.000 habitants. Se situa a la vora del riu Elbląg, que desemboca en la Llacuna del Vístula, una entrada del Mar Bàltic. Els seus orígens històrics es remunten al segle xiii amb l'Ordre Teutònica. Formà part de la Lliga Hanseàtica vinculant-se amb ciutats com Danzig (Gdańsk), Lübeck i Amsterdam. Després de la derrota dels cavallers de l'Ordre Teutònica a la batalla de Grunwald i amb la Segona Pau de Thorn el 1466, la ciutat fou incorporada a Polònia. El 1772 amb la Primera partició de Polònia passa formar part de Prússia fins al 1945. Amb la fi de la II Guerra Mundial serà transferida a Polònia.

## Persones il·lustres
- Radosław Wojtaszek (1987), Gran Mestre d'escacs
- Peter Sohr (1630-1693) compositor musical
- Ursula Karusseit (1939-2019), actriu